# Ibrahim Mounkoro
Ibrahim Mounkoro (Bamako, 23 febbraio 1990) è un calciatore maliano, portiere del TP Mazembe e della Nazionale maliana.

## Carriera

### Nazionale
Ha esordito con la nazionale maliana il 16 giugno 2019 disputando l'amichevole persa 3-2 contro l'Algeria.
È stato convocato per disputare la Coppa d'Africa 2019 e la Coppa d'Africa 2021.

## Palmarès

### Club

#### Competizioni nazionali
- Campionato maliano: 2

Stade Malien: 2012-2013, 2013-2014
- Coppa del Mali: 1

Stade Malien: 2013
- Linafoot: 6

TP Mazembe: 2015-2016, 2016-2017, 2018-2019, 2019-2020, 2021-2022, 2023-2024

#### Competizioni internazionali
- CAF Champions League: 1

TP Mazembe: 2015
- Coppa della Confederazione CAF: 2

TP Mazembe: 2016, 2017
- Supercoppa CAF: 1

TP Mazembe: 2016